# Огнивцев, Александр Павлович
Алекса́ндр Па́влович О́гнивцев (Петрово-Красноселье, Боково-Хрустальненский уезд, Донецкая губерния, Украинская ССР, 27 августа 1920 — 8 сентября 1981, Москва) — советский оперный певец (бас). Народный артист СССР (1965). Лауреат Сталинской премии первой степени (1951).

## Биография
Александр Огнивцев родился в посёлке Петрово-Красноселье (ныне — город Петровское Луганской области, Украина) (по другим источникам — в Луганске) в семье машиниста-железнодорожника.
В 1939 году окончил Харьковский электротехникум связи (ныне Харьковский колледж Государственного университета телекоммуникаций) и был направлен работать на Дальний Восток в Уссурийск. В 1944 году восстанавливал телефонные линии на освобождённых станциях Украины и Молдавии.
В 1945 году поступил в Кишинёвскую консерваторию (ныне Академия музыки, театра и изобразительных искусств) (класс пения В. Г. Долева). В 1949 году принял участие во Всесоюзном смотре вокальных факультетов консерваторий в Москве, где произошла встреча начинающего певца с А. Неждановой. По её совету певец окончил два оставшихся курса консерватории за один год и прошёл прослушивание в Большом театре.

Могила Огнивцева на Новодевичьем кладбище Москвы

В 1949—1981 годах — солист Большого театра. На сцене театра дебютировал в одной из труднейших партий русского оперного репертуара — партии Досифея в опере «Хованщина» М. П. Мусоргского.
Важное место в творчестве певца занимало камерное исполнительство. Исполнял различные по жанру и стилю произведения, среди которых произведения Ф. Листа, Ф. Шуберта, Р. Штрауса, Э. Грига, И. Брамса, Р. М. Глиэра, Д. Б. Кабалевского, Д. Д. Шостаковича и Г. В. Свиридова.
Пел в публичных концертах, а также на радио.
Гастролировал за рубежом (Чехословакия, Индия, Афганистан, Бирма, Венгрия, Франция, Румыния, Турция, Австрия, Италия, Канада, Польша, Япония, США).
Умер Александр Огнивцев 8 сентября 1981 года в Москве. Похоронен на Новодевичьем кладбище.

## Звания и награды
- I премия III Всемирного фестиваля молодежи и студентов в Берлине (1951)
- Заслуженный артист РСФСР (1956)
- Народный артист РСФСР (1959)
- Народный артист СССР (1965)
- Сталинская премия первой степени (1951) — за исполнение партии Досифея в оперном спектакле «Хованщина» М. П. Мусоргского на сцене ГАБТ СССР
- Два ордена Ленина (1971, 1976)
- Орден Трудового Красного Знамени (1980)
- Орден «Знак Почёта» (1951)

## Об А. П. Огнивцеве
«Замечательно, что у Александра Павловича Огнивцева голос, внешность, актёрская сущность находятся в полной гармонии, создавая в комплексе образ русского богатырского склада, исполненного душевного величия, благородства и красоты». — Б. Э. Хайкин

«Это был совершенно уникальный по силе и красоте бас… В нём удивительно гармонично слилась и духовная, и физическая человеческая красота!». — Г. П. Вишневская

## Репертуар

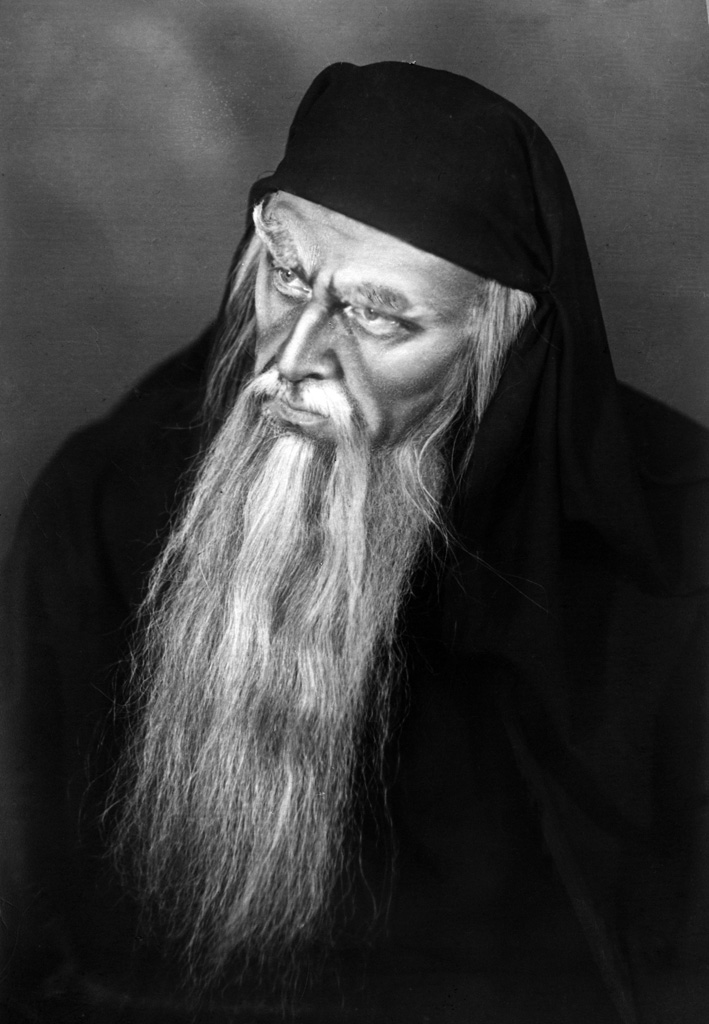
Огнивцев в роли Досифея в опере «Хованщина», Большой театр, 1952 год

- 1950 — «Хованщина» М. П. Мусоргского — Досифей
- 1950 — «Евгений Онегин» П. И. Чайковского — Гремин
- 1951 — «Борис Годунов» М. П. Мусоргского — Пимен
- 1951 — «Севильский цирюльник» Дж. Россини — Дон Базилио
- 1952 — «Садко» Н. А. Римского-Корсакова — Варяжский гость
- 1952 — «Иоланта» П. И. Чайковского — Король Рене
- 1953 — «Псковитянка» Н. А. Римского-Корсакова — Иван Грозный
- 1953 — «Декабристы» Ю. А. Шапорина — Николай I, Бестужев
- 1955 — «Борис Годунов» М. П. Мусоргского — Борис Годунов
- 1956 — «Фауст» Ш. Гуно — Мефистофель
- 1959 — «Князь Игорь» А. П. Бородина — Галицкий
- 1963 — «Дон Карлос» Дж. Верди — Филипп II
- 1965 — «Сон в летнюю ночь» Б. Бриттена — Тезей
- 1967 — «Оптимистическая трагедия» А. Н. Холминова — Вожак
- 1970 — «Война и мир» С. С. Прокофьева — Князь Николай Болконский
- 1974 — «Игрок» С. С. Прокофьева — Генерал
- 1977 — «Похищение луны» О. В. Тактакишвили — Тариэл

## Дискография

Огнивцев в партии царя Бориса в спектакле «Борис Годунов», Большой театр, 1964 год

- «Алеко» С. В. Рахманинова. Исполнители: Алеко — И. Петров, Земфира — Н. Покровская, молодой цыган — А. Орфёнов, отец Земфиры — А. Огнивцев, старая цыганка — Б. Златогорова. Дирижёр — Н. Голованов. Хор и оркестр Большого театра СССР. 1951 год.
- «Декабристы» Ю. А. Шапорина. Исполнители: Рылеев — А. Иванов, Пестель — А. Пирогов, Бестужев — И. Петров, Трубецкой — П. Селиванов, Каховский — Г. Нэлепп, Николай I — А. Огнивцев. Дирижёр — А. Мелик-Пашаев. Хор и оркестр Большого театра СССР. 1953 год.
- «Евгений Онегин» П. И. Чайковского. Исполнители: Евгений Онегин — Ю. Мазурок, Татьяна — Г. Вишневская, Ленский — В. Атлантов, Ольга — Т. Синявская, Гремин — А. Огнивцев. Дирижёр — М. Ростропович. Хор и оркестр Большого театра СССР. 1970 год.
- «Хованщина» М. П. Мусоргского. Исполнители: Иван Хованский — А. Кривченя, Андрей Хованский — В. Пьявко, Марфа — И. Архипова, Досифей — А. Огнивцев, Шакловитый — В. Нечипайло. Дирижёр — Б. Хайкин. Хор и оркестр Большого театра СССР. 1974 год.
- «Игрок» С. С. Прокофьева. Исполнители: Полина — М. Касрашвили, Генерал — А. Огнивцев, Алексей — А. Масленников, Бабуленька — Л. Авдеева, Мадемуазель Бланш — Г. Борисова. Дирижёр — А. Лазарев. Хор и оркестр Большого театра СССР.

## Фильмография
- 1951 — Большой концерт (музыкальный фильм) — Уфимцев
- 1952 — Римский-Корсаков — Фёдор Шаляпин
- 1953 — Песни родной стороны (фильм-концерт) — исп. песни «Ноченька»
- 1953 — Алеко (фильм-опера) — Алеко
- Поёт Александр Огнивцев